# Yudja
Les Yudja, également connus comme "Juruna", sont un peuple vivant dans le Parc Indigène du Xingu, État du Mato Grosso, au Brésil.

## Langue
Le juruna est une langue tupi.